# جانفرانکو مینگوتسی
جانفرانکو مینگوتسی (ایتالیایی: Gianfranco Mingozzi؛ ‏ ۵ آوریل ۱۹۳۲–۷ اکتبر ۲۰۰۹) کارگردان فیلم و فیلم‌نامه‌نویس اهل ایتالیا بود.
از فیلم‌هایی که وی در آن نقش داشته‌است، می‌توان به سوءاستفاده‌های یک دون ژوان جوان و زندگی شیرین اشاره کرد.